# Brett Pesce
Brett Pesce, född 15 november 1994, är en amerikansk professionell ishockeyback som spelar för Carolina Hurricanes i National Hockey League (NHL). Han har tidigare spelat för Charlotte Checkers i American Hockey League (AHL) och New Hampshire Wildcats i National Collegiate Athletic Association (NCAA).
Pesce draftades av Carolina Hurricanes i tredje rundan i 2013 års draft som 66:e spelare totalt.

## Statistik
| 2008–2009   | North Jersey Avalanche | AYHL        | 26  | 5  | 10  | 15  | 26  | —  | — | —  | —  | —  |
| 2009–2010   | North Jersey Avalanche | AYHL        | 32  | 2  | 11  | 13  | 6   | —  | — | —  | —  | —  |
| 2010–2011   | North Jersey Avalanche | AYHL        | 20  | 9  | 18  | 27  | 8   | —  | — | —  | —  | —  |
| 2011–2012   | New Jersey Hitmen      | EJHL        | 17  | 1  | 5   | 6   | 18  | —  | — | —  | —  | —  |
|             | U.S. National U18 Team |             | 6   | 0  | 0   | 0   | 2   | —  | — | —  | —  | —  |
| 2012–2013   | New Hampshire Wildcats | NCAA        | 38  | 1  | 5   | 6   | 10  | —  | — | —  | —  | —  |
| 2013–2014   | New Hampshire Wildcats | NCAA        | 41  | 7  | 14  | 21  | 6   | —  | — | —  | —  | —  |
| 2014–2015   | New Hampshire Wildcats | NCAA        | 31  | 3  | 13  | 16  | 32  | —  | — | —  | —  | —  |
|             | Charlotte Checkers     | AHL         | 4   | 0  | 1   | 1   | 6   | —  | — | —  | —  | —  |
| 2015–2016   | Carolina Hurricanes    | NHL         | 69  | 4  | 12  | 16  | 16  | —  | — | —  | —  | —  |
|             | Charlotte Checkers     | AHL         | 3   | 1  | 2   | 3   | 0   | —  | — | —  | —  | —  |
| 2016–2017   | Carolina Hurricanes    | NHL         | 82  | 2  | 18  | 20  | 20  | —  | — | —  | —  | —  |
| 2017–2018   | Carolina Hurricanes    | NHL         | 65  | 3  | 16  | 19  | 18  | —  | — | —  | —  | —  |
| 2018–2019   | Carolina Hurricanes    | NHL         | 73  | 7  | 22  | 29  | 24  | 15 | 0 | 6  | 6  | 0  |
| 2019–2020   | Carolina Hurricanes    | NHL         | 61  | 4  | 14  | 18  | 27  | —  | — | —  | —  | —  |
| 2020–2021   | Carolina Hurricanes    | NHL         | 55  | 4  | 21  | 25  | 20  | 11 | 2 | 3  | 5  | 2  |
| 2021–2022   | Carolina Hurricanes    | NHL         | 70  | 7  | 21  | 28  | 39  | 14 | 1 | 2  | 3  | 6  |
| 2022–2023   | Carolina Hurricanes    | NHL         | 82  | 5  | 25  | 30  | 43  | 15 | 2 | 4  | 6  | 12 |
| NHL totalt  | NHL totalt             | NHL totalt  | 557 | 36 | 149 | 185 | 207 | 55 | 5 | 15 | 20 | 20 |
| AHL totalt  | AHL totalt             | AHL totalt  | 7   | 1  | 3   | 4   | 6   | —  | — | —  | —  | —  |
| NCAA totalt | NCAA totalt            | NCAA totalt | 110 | 11 | 32  | 43  | 48  | —  | — | —  | —  | —  |

### Internationellt
| Källa: Uppdaterad: 2020-08-29 | Källa: Uppdaterad: 2020-08-29 | Källa: Uppdaterad: 2020-08-29 |               | Utv = Utvisningsminuter | Utv = Utvisningsminuter | Utv = Utvisningsminuter | Utv = Utvisningsminuter | Utv = Utvisningsminuter |
| År                            | Lag                           | Mästerskap                    | Matcher       | Mål                     | Assists                 | Poäng                   | Utv                     |                         |
| ----------------------------- | ----------------------------- | ----------------------------- | ------------- | ----------------------- | ----------------------- | ----------------------- | ----------------------- | ----------------------- |
| 2011                          | USA                           | Ivan Hlinka                   | 4             | 0                       | 1                       | 1                       | 0                       |                         |
| Junior totalt                 | Junior totalt                 | Junior totalt                 | Junior totalt | 4                       | 0                       | 1                       | 1                       | 0                       |